# Los cinco preceptos
Los cinco preceptos constituyen el código ético del Budismo.
Aceptados por los seguidores de Buda Gautama, son instrucciones para conseguir el objetivo de comportarse bien consigo mismo y con los demás. Se podría decir que son indicaciones para convivir en paz.
No se formulan como imperativos, sino como reglas de formación de práctica voluntaria.

## Las reglas
1. Emprendo la regla de abstenerme de matar o hacer daño a otra vida.
2. Emprendo la regla de abstenerme de tomar lo que no se me ha dado.
3. Emprendo la regla de abstenerme de conductas sexuales dañinas.
4. Emprendo la regla de abstenerme de mentir.
5. Emprendo la regla de abstenerme de consumir sustancias que alteren la consciencia.